# Nain (Neufundland und Labrador)
Nain (Inuit-Name: Nunajnguk) ist eine Gemeinde (Town) in der kanadischen Provinz Neufundland und Labrador. 
Die Gemeinde gehört zur Census Division No. 11. Sie befindet sich an der Ostspitze einer Halbinsel an der nördlichen Ostküste von Labrador. Ein Archipel aus zahlreichen Inseln, darunter die 4,7 km östlich gelegene Insel Paul Island, trennt Nain vom offenen Meer. Nain ist die nördlichste permanente Siedlung in Labrador. Nain besitzt einen kleinen Flugplatz (IATA: YDP). Die Ortschaft ist üblicherweise per Flugzeug vom 370 km südlich gelegenen Happy Valley-Goose Bay erreichbar. Zwischen Mitte Juni und Mitte November gibt es eine Fährverbindung von Goose Bay entlang der Labradorküste bis nach Nain.
Der Zensus im Jahr 2016 ergab für die Gemeinde eine Bevölkerungszahl von 1125 Einwohnern. Beim Zensus im Jahr 2011 waren es 1188. Somit nahm die Bevölkerung in den letzten Jahren geringfügig ab. Die Bevölkerung besteht hauptsächlich aus Inuit oder besitzt eine gemischte Abstammung aus Inuit und Europäern.

## Geschichte
Gegründet wurde Nain 1771 als eine Mission der Herrnhuter Brüdergemeine unter Jens Haven. 1959 wurde die weiter nördlich gelegene Mission Hebron aufgelöst und die dortige Inuit-Bevölkerung nach Nain zwangsumgesiedelt. Seit dem 1. Dezember 2005 bildet Nain das Verwaltungszentrum der neu gegründeten autonomen Region Nunatsiavut.

## Klima
Das Klima wird vom Labradorstrom bestimmt. Nain liegt am nördlichen Rand der kaltgemäßigten Klimazone. Das bedeutet, der Ort liegt an der arktischen Waldgrenze. In den Sommermonaten Juli und August liegen die Durchschnittstemperaturen bei 10 °C, in den Wintermonaten Januar und Februar bei −18 °C.